# Verdeta d'ull blanc
La verdeta d'ull blanc (Callophrys rubi) és una espècie de lepidòpter papilionoïdeu de la família dels licènids (Lycaenidae) present als Països Catalans.

## Distribució
Es distribueix pel Marroc, Tunísia, tot Europa excepte Islàndia i Creta, Sibèria i Amur.

## Descripció

### Imago
Envergadura alar d'entre 24 i 30 mm. Destaca la seva coloració verda del revers (amb una petita franja discontínua blanca a les ales posteriors), aspecte que a la península Ibèrica només comparteix amb Callophrys avis i lleugerament amb Tomares ballus, sol que aquesta darrera espècie també presenta tonalitats taronjoses i les verdes estan localitzades a les ales posteriors; en canvi és molt similar amb la primera: per diferenciar-les amb certesa s'ha d'observar la pilositat del front (espai entre els dos ulls), roig en C. avis. Anvers uniforme de color marró fosc. Dimorfisme sexual gairebé inexistent.

### Larva
Eruga polimòrfica, d'aspecte rabassut i recoberta d'una fina pilositat, mostrant l'aspecte típic d'una eruga de licènid.

## Hàbitat
La seva distribució per diferents regions climàtiques és una mostra de la poca exigència que té l'espècie en aquest àmbit; per tant, pot arribar a ser molt variat. L'eruga s'alimenta d'una àmplia varietat de vegetals: Cytisus, Genista, Chamaespartium, Chamaecytisus, Ulex, Anthyllis, Dorycnium, Onobrychis, Helianthemum, Rubus, Cornus, Arbutus, Vaccinium, Rhamnus, Frangula, Hippophae rhamnoides...

## Període de vol i hibernació
Una generació a l'any. Els imagos es poden observar entre març i juny, depenent del clima de la regió. S'han registrat alguna vegada individus nous al juliol. Hibernació com a pupa en llocs protegits, com sota les pedres, sota les molses, etc.

## Espècies ibèriques similars
- Verdeta d'ull ros (Callophrys avis)
- Coure verdet (Tomares ballus)